# ديريك بلوم
ديريك بلوم (بالإنجليزية: Derek Bloom)‏ هو موسيقي أمريكي، ولد في 30 يناير 1983.